# Yassin Fortune
Yassin Enzo Fortune (Aubervilliers, 30 de enero de 1999) es un futbolista francés. Su posición es la de delantero y juega en el F. C. Vizela de la Segunda División de Portugal.

## Trayectoria

### Angers SCO
El 18 de enero de 2021 se dio a conocer su llegada al Angers SCO en forma de préstamo. Su debut con el club fue el 17 de abril en un partido de liga ante el Stade Rennes F. C. entrando de cambio al minuto 76 por Stéphane Bahoken.

### SO Cholet
En agosto del mismo año volvió al país galo para jugar a préstamo en el Championnat National con el S. O. Cholet. Jugó su primer partido el 20 de agosto ante el Football Bourg-en-Bresse Péronnas 01 entrando de cambio al minuto 63' por Yankuba Jarju.

## Selección nacional

### Participaciones en selección nacional
| Torneo                                                                         | Categoría | Sede       | Resultado      | Partidos | Goles |
| ------------------------------------------------------------------------------ | --------- | ---------- | -------------- | -------- | ----- |
| Fase de clasificación para el Campeonato Europeo Sub-17 de la UEFA 2016        | Sub-17    | Israel     | Clasificó      | 3        | 0     |
| Ronda Élite de clasificación para el Campeonato Europeo Sub-17 de la UEFA 2016 | Sub-17    | Francia    | Clasificó      | 3        | 0     |
| Campeonato Europeo Sub-17 de la UEFA 2016                                      | Sub-17    | Azerbaiyán | Fase de grupos | 3        | 0     |

## Estadísticas

### Clubes
Actualizado al último partido jugado el 29 de mayo de 2023.
| F. C. Sion U21 · Suiza | 3.ª           | 2018-19       | 1  | 0 | - | - | - | - | 1  | 0 | 0.00 |
| F. C. Sion U21 · Suiza | 3.ª           | 2019-20       | 2  | 0 | - | - | - | - | 2  | 0 | 0.00 |
| F. C. Sion U21 · Suiza | 3.ª           | 2020-21       | 4  | 0 | - | - | - | - | 4  | 0 | 0.00 |
| F. C. Sion U21 · Suiza | 4.ª           | 2022-23       | 2  | 1 | - | - | - | - | 2  | 1 | 0.50 |
| F. C. Sion U21 · Suiza | Total         | Total         | 9  | 1 | 0 | 0 | 0 | 0 | 9  | 1 | 0.11 |
| F. C. Sion · Suiza | 1.ª           | 2018-19       | 23 | 2 | 3 | 0 | - | - | 26 | 2 | 0.07 |
| F. C. Sion · Suiza | 1.ª           | 2019-20       | 11 | 0 | 1 | 0 | - | - | 12 | 0 | 0.00 |
| F. C. Sion · Suiza | 1.ª           | 2022-23       | 9  | 1 | - | - | - | - | 9  | 1 | 0.11 |
| F. C. Sion · Suiza | Total         | Total         | 43 | 3 | 4 | 0 | 0 | 0 | 47 | 3 | 0.06 |
| Angers S. C. O. Francia                                                                                                   | 1.ª           | 2020-21       | 1  | 0 | - | - | - | - | 1  | 0 | 0.00 |
| Angers S. C. O. Francia                                                                                                   | Total         | Total         | 1  | 0 | 0 | 0 | 0 | 0 | 1  | 0 | 0.00 |
| S. O. Cholet Francia | 3.ª           | 2021-22       | 18 | 3 | 3 | 0 | - | - | 21 | 3 | 0.14 |
| S. O. Cholet Francia | Total         | Total         | 18 | 3 | 3 | 0 | 0 | 0 | 21 | 3 | 0.14 |
| Total carrera | Total carrera | Total carrera | 71 | 7 | 7 | 0 | 0 | 0 | 78 | 7 | 0.09 |
| (1) Incluye datos de Copa Suiza. (2) Incluye datos de Liga Europa de la UEFA. (3) No incluye goles en partidos amistosos. |               |               |    |   |   |   |   |   |    |   |      |